# Sziborgium
A sziborgium a 106. rendszám kémiai elem, vegyjele Sg.
A sziborgium mesterségesen előállított elem, legstabilabb izotópjának, a 271Sg-nak a felezési ideje 1,9 perc. A sziborgiummal végzett kémiai kísérletek alapján ez az elem határozottan a 6-os csoportba tartozik, a volfrám nehezebb homológja.

## Javasolt nevek
A berkeley-i tudóscsoport javasolt a seaborgium (Sg) nevet, Glenn T. Seaborg amerikai kémikus, a csoport tagjának tiszteletére, aki számos más aktinoida felfedezésében is közreműködött. A csoport által választott név viták tárgyává vált. A IUPAC ideiglenesen az unnilhexium szisztematikus nevet fogadta el. 1994-ben a IUPAC egyik bizottsága a 106-os elem nevére a rutherfordium-ot javasolta, és elfogadta azt a szabályt, hogy élő személyről nem lehet elemet elnevezni. Ezt a szabályt az American Chemical Society hevesen támadta. Kritikájukban rámutattak, hogy az einsteinium Albert Einstein életében történő elnevezésével már precedenst teremtettek, és egy tanulmány szerint a kémikusokat nem zavarta, hogy Seaborg még életben volt. 1997-ben a 104–108-as elemekhez kapcsolódó kompromisszum részeként a 106-os elem seaborgium nevét nemzetközileg elismerték.

## Elektronszerkezet
A sziborgium a periódusos rendszer 106. eleme. A jósolt elektronszerkezet kétféle ábrázolása a következő:
| Bohr-modell              | 2, 8, 18, 32, 32, 12, 2                                     |
| Kvantummechanikai modell | 1s²2s²2p63s²3p64s²3d104p65s²4d105p66s²4f145d106p67s²5f146d4 |

## Az eka-volfrám/dvi-molibdén kémiai tulajdonságainak előrejelzése

### Oxidációs állapotok
A 106-os elem az előrejelzések szerint a 6d átmenetifém sorozat harmadik tagja és a periódusos rendszer 6. csoportjának legnehezebb tagja, a króm, molibdén és volfrám alatt helyezkedik el. A csoport mindegyik tagja könnyen felveszi a +6-os oxidációs számot, mely a csoportban lefelé haladva egyre stabilabbá válik. A sziborgium esetén a +6-os oxidációs állapotot stabilnak tételezik fel. A csoportban nehezebb elemeinél a stabil +5 és +4 oxidációs szám is jól ismert, míg +3-as oxidációs állapotban a króm(III) kivételével redukálnak.

### Kémia
A sziborgium kémiai viselkedését nagyrészt a felette található molibdén és volfrám tulajdonságainak extrapolálásával jósolják meg. A molibdén és volfrám könnyen képez stabil MO3 trioxidot, így a sziborgiumból várhatóan SgO3 keletkezik. Az MO3 oxidok oxoanionok képződése közben oldódnak lúgokban, így a sziborgiumból SgO42− sziborgátion kell keletkezzen. Ezen kívül a WO3 savakkal is reagál, ami az SgO3 hasonló amfoter sajátságára enged következtetni. Az MoO3 oxid nedvességgel is reagál MoO2(OH)2 hidroxid képződése közben, ezért az SgO2(OH)2 is létezhet.
A nehezebb homológok konnyen képeznek illékony, reakcióképes MX6 hexahalogenideket (X=Cl,F), de csak a volfrám instabil hexabromidja (WBr6) ismert. Ezek alapján megjósolták az SgF6 és SgCl6 vegyületek létezését, és az „eka-volfrám jellemvonás” megmutatkozhat az SgBr6 hexabromid nagyobb stabilitásában. Ezek a halogenidek oxigénnel és nedvességgel szemben nem stabilak, belőlük illékony MOX4 és MO2X2 oxohalogenidek keletkeznek. Ily módon létezhet az SgOX4 (X=F,Cl) és az SgO2X2 (X=F,Cl) is. Vizes oldatban fluoridionnal számos anionos oxofluoro komplex keletkezik, például MOF5− és MO3F33−. A sziborgiummal is hasonló komplexek várhatók.

## Kísérleti kémia

### Gázfázisú kémia
A sziborgium kémiájának megismerésére végzett első kísérletek egy illékony oxoklorid gáz termokromatográfiás vizsgálatára irányult. A sziborgium atomokat a 248Cm(22Ne,4n)266Sg reakciókban hozták létre, termalizálták őket, majd O2/HCl elegyével reagáltatták. Megmérték a keletkezett oxoklorid adszorpciós tulajdonságait, és összehasonlították a molibdén- és volfrámvegyületekével. Az eredmények azt mutatták, hogy a sziborgium a 6-os csoport elemeihez hasonló illékony oxokloridot képez:
Sg + O2 + 2 HCl → SgO2Cl2 + H2
2001-ben egy tudóscsoport folytatta a sziborgium gázfázisú kémiájának vizsgálatát, sziborgiumot reagáltattak O2-vel H2O-s környezetben. Az oxoklorid képződéséhez hasonlóan a kísérleti eredmények sziborgium-oxid-hidroxid képződését jelezték, ami a könnyebb 6-os csoportbeli elemek jól ismert reakciója.
2 Sg + 3 O2 → 2 SgO3
SgO3 + H2O → SgO2(OH)2

### Vizes oldatok kémiája
A sziborgium vizes oldatbeli kémiájában igazolták, hogy – könnyebb homológjaihoz, a molibdénhez és volfrámhoz hasonlóan – +6-os oxidációs állapota stabil. A sziborgium kationcserélő gyantáról HNO3/HF oldattal lemosódik, valószínűleg mint semleges SgO2F2 vagy [SgO2F3]− anionos komplex formájában. Ugyanakkor 0,1 M HNO3-mal – a molibdéntől és volfrámtól eltérően – nem eluálódik, ami azt jelzi, hogy a [Sg(H2O)6]6+ hidrolízise csak a [Sg(OH)5(H2O)]+ kationos komplexig megy végbe.

### A vizsgált vegyületek és komplex ionok összefoglalása
| Képlet          | Név                                                                           |
| --------------- | ----------------------------------------------------------------------------- |
| SgO2Cl2         | sziborgium-oxoklorid ; sziborgium(VI)-dioxid-diklorid ; sziborgil-diklorid    |
| SgO2F2          | sziborgium-oxofluorid ; sziborgium(VI)-dioxid-difluorid ; sziborgil-difluorid |
| SgO3            | sziborgium-oxid ; sziborgium(VI)-oxid ; sziborgium-trioxid                    |
| SgO2(OH)2       | sziborgium-oxid-hidroxid ; sziborgium(VI)-dioxid-dihidroxid                   |
| [SgO2F3]−       | trifluorodioxosziborgát(VI)                                                   |
| [Sg(OH)5(H2O)]+ | akvapentahidroxisziborgium(VI)                                                |

## Hideg fúzióval szintetizált izotópok története
Ez a rész a sziborgium nuklidok úgynevezett „hideg” fúziós előállítási reakcióval foglalkozik. Ezek olyan folyamatok, amelyekben a keletkező nuklid kevéssé gerjesztett (~10-20 MeV, innen a „hideg”), így hasadással szemben nagyobb valószínűséggel marad stabil. A gerjesztett mag ezután mindössze egy-két neutron kibocsátásával alapállapotba bomlik.

### 208Pb(54Cr,xn)262-xSg (x=1,2,3)
A 106-os elem hideg fúziós reakcióval történő előállítását először 1974 szeptemberében kísérelte meg egy G. N. Flerov által vezetett szovjet tudóscsoport a dubnai Egyesített Atomkutató Intézetben. A csoport 0,48 másodperces spontán hasadásos aktivitásról számolt be, melyet a 259106 izotóphoz rendeltek. Későbbi bizonyítékok alapján azt feltételezik, hogy a csoport valószínűleg a 260Sg és leánymagjának, a 256Rf-nek a bomlását mérte. A TWG (transzfermium munkacsoport) megállapította, hogy – abban az időben – az eredmények nem voltak elég meggyőzőek.
A dubnai csoport 1983-84-ben ismét megvizsgálta a problémát, és kimutattak egy – közvetlenül a 260Sg-nak tulajdonított – 5 ms-os spontán hasadásos aktivitást
A GSI csoportja ezt a reakciót először 1985-ben vizsgálta, a genetikus szülő-leány bomlások korreláció továbbfejlesztett módszerének felhasználásával. Kimutatták a 261Sg (x=1) és 260Sg izotópokat, és megmérték a részleges 1n neutron párolgás gerjesztési függvényt.
2000 decemberében a franciaországi GANIL egyik csoportja tanulmányozta a reakciót, és újabb eredményként kimutattak 10 atom 261Sg-et és 2 atom 260Sg-at.

## Izotópok bomlástermékként történő előállítása
A sziborgium izotópjait nehezebb elemek bomlásának termékeként is megfigyelték. Az eddig összegyűlt megfigyeléseket az alábbi táblázat foglalja össze:
| Bepárlási maradék   | Megfigyelt Sg izotóp |
| ------------------- | -------------------- |
| 291Lv, 287Fl, 283Cn | 271Sg                |
| 271Hs               | 267Sg                |
| 270Hs               | 266Sg                |
| 277Cn, 273Ds, 269Hs | 265Sg                |
| 271Ds, 267Ds        | 263Sg                |
| 270Ds               | 262Sg                |
| 269Ds, 265Hs        | 261Sg                |
| 264Hs               | 260Sg                |

## Az izotópok felfedezésének kronológiája
| Izotóp | A felfedezés éve | Mely reakcióban fedezték fel |
| ------ | ---------------- | ---------------------------- |
| 258Sg  | 1994             | 209Bi(51V,2n)                |
| 259Sg  | 1985             | 207Pb(54Cr,2n)               |
| 260Sg  | 1985             | 208Pb(54Cr,2n)               |
| 261Sg  | 1985             | 208Pb(54Cr,n)                |
| 262Sg  | 2001             | 207Pb(64Ni,n)                |
| 263Sgm | 1974             | 249Cf(18O,4n)                |
| 263Sgg | 1994             | 208Pb(64Ni,n)                |
| 264Sg  | 2006             | 238U(30Si,4n)                |
| 265Sg  | 1993             | 248Cm(22Ne,5n)               |
| 266Sg  | 2004             | 248Cm(26Mg,4n)               |
| 267Sg  | 2004             | 248Cm(26Mg,3n)               |
| 268Sg  | ismeretlen       |                              |
| 269Sg  | ismeretlen       |                              |
| 270Sg  | ismeretlen       |                              |
| 271Sg  | 2003             | 242Pu(48Ca,3n)               |

## Izotópok
A sziborgiumnak 11 ismert izotópja létezik (a metastabil és K-spin izomereket nem számítva). A leghosszabb élettartamú a 271Sg, mely alfa-bomlással és spontán hasadással bomlik. Felezési ideje 1,9 perc. A legrövidebb életű izotóp a 258Sg, ez szintén alfa-bomlásra és spontán hasadásra képes. Felezési ideje 2,9 ms.

## Izoméria a sziborgium nuklidokban

### 266Sg
Az első vizsgálatok 8,63 MeV-os alfa-sugárzást azonosítottak kb. 21 másodperc felezési idővel, amit a 266Sg alapállapotának tekintettek. Később azonosítottak kb. 21 másodperc felezési idejű 8,52 MeV és 8,77 MeV energiájú alfa-sugárzó nuklidokat is, ami páros-páros nuklidok esetén szokatlan. A 270Hs előállítása során végzett újabb vizsgálatok szerint a 266Sg-ot spontán hasad 360 ms felezési idővel.
A 277112 és 269Hs tanulmányozása során végzett újabb munkák új információkat szolgáltattak a 265Sg és 261Rf bomlásáról. Ezek alapján az eredeti 8,77 MeV-os sugárzást a 265Sg-höz kell rendelni. A jelenlegi adatok szerint így az alapállapot a spontán hasadás, a 8,52 MeV-os sugárzás pedig egy nagy spinű K-izomer. Ezen hozzárendelések megerősítéséhez további vizsgálatok szükségesek.
Az adatok átértékelése alapján a 8,52 MeV-os sugárzást a 265Sg-hoz kell rendelni, a 266Sg pedig csak hasadást szenved.

### 265Sg
A 265Sg újabb keletű közvetlen szintézise során négy alfa-energiát mértek 7,4 másodperc felezési idővel: 8,94, 8,84, 8,76 és 8,69 MeV. A 277112 és 269Hs bomlásából származó 265Sg bomlásának megfigyelése során úgy találták, hogy a 8,69 MeV-os sugárzást egy izomer szinttel lehet azonosítani, melynek felezési ideje kb. 20 másodperc. Ez a szint valószínűleg okoz némi zavart az adatok 266Sg-hoz és 265Sg-höz rendelésében, mivel mindkét mag hasadó radzerfordium izotópokká bomolhat.
Az adatok újkeletű átértékelése szerint tényleg két izomer létezik, az egyik fő bomlási energiája 8,85 Mev, felezési ideje 8,9 másodperc, a másik izomer bomlási energiája 8,70 MeV, felezési ideje pedig 16,2 mp.

## Izotópok kémiai hozama

### Hideg fúzió
Az alábbi táblázat a közvetlenül sziborgium izotópot szolgáltató hideg fúziós reakciók hatáskeresztmetszeteit és gerjesztési energiáit tartalmazza. A félkövér adatok a gerjesztési függvények méréseinek maximumát jelölik. A megfigyelt kilépési csatornákat + jelöli.
| Bombázó részecske | Céltárgy | CN    | 1n                 | 2n               | 3n    |
| ----------------- | -------- | ----- | ------------------ | ---------------- | ----- |
| 54Cr              | 207Pb    | 261Sg |                    |                  |       |
| 54Cr              | 208Pb    | 262Sg | 4,23 nb , 13,0 MeV | 500 pb           | 10 pb |
| 51V               | 209Bi    | 260Sg |                    | 38 pb , 21,5 MeV |       |
| 52Cr              | 208Pb    | 260Sg | 281 pb , 11,0 MeV  |                  |       |

### Forró fúzió
Az alábbi táblázat a közvetlenül sziborgium izotópot szolgáltató forró fúziós reakciók hatáskeresztmetszeteit és gerjesztési energiáit tartalmazza. A félkövér adatok a gerjesztési függvények méréseinek maximumát jelölik. A megfigyelt kilépési csatornákat + jelöli.
| Bombázó részecske | Céltárgy | CN    | 3n | 4n         | 5n                 | 6n                |
| ----------------- | -------- | ----- | -- | ---------- | ------------------ | ----------------- |
| 30Si              | 238U     | 268Sg | +  | 9 pb, 40,0 | ~ 80 pb , 51,0 MeV | ~30 pb , 58,0 MeV |
| 22Ne              | 248Cm    | 270Sg |    | ~25 pb     | ~250 pb            |                   |
| 18O               | 249Cf    | 267Sg |    | +          |                    |                   |

## Fordítás
- Ez a szócikk részben vagy egészben a Seaborgium című angol Wikipédia-szócikk ezen változatának fordításán alapul.  Az eredeti cikk szerkesztőit annak laptörténete sorolja fel. Ez a jelzés csupán a megfogalmazás eredetét és a szerzői jogokat jelzi, nem szolgál a cikkben szereplő információk forrásmegjelöléseként.